# Pritchardia pacifica
Pritchardia pacifica là loài thực vật có hoa thuộc họ Arecaceae. Loài này được Seem. & H.Wendl. miêu tả khoa học đầu tiên năm 1862.

## Hình ảnh

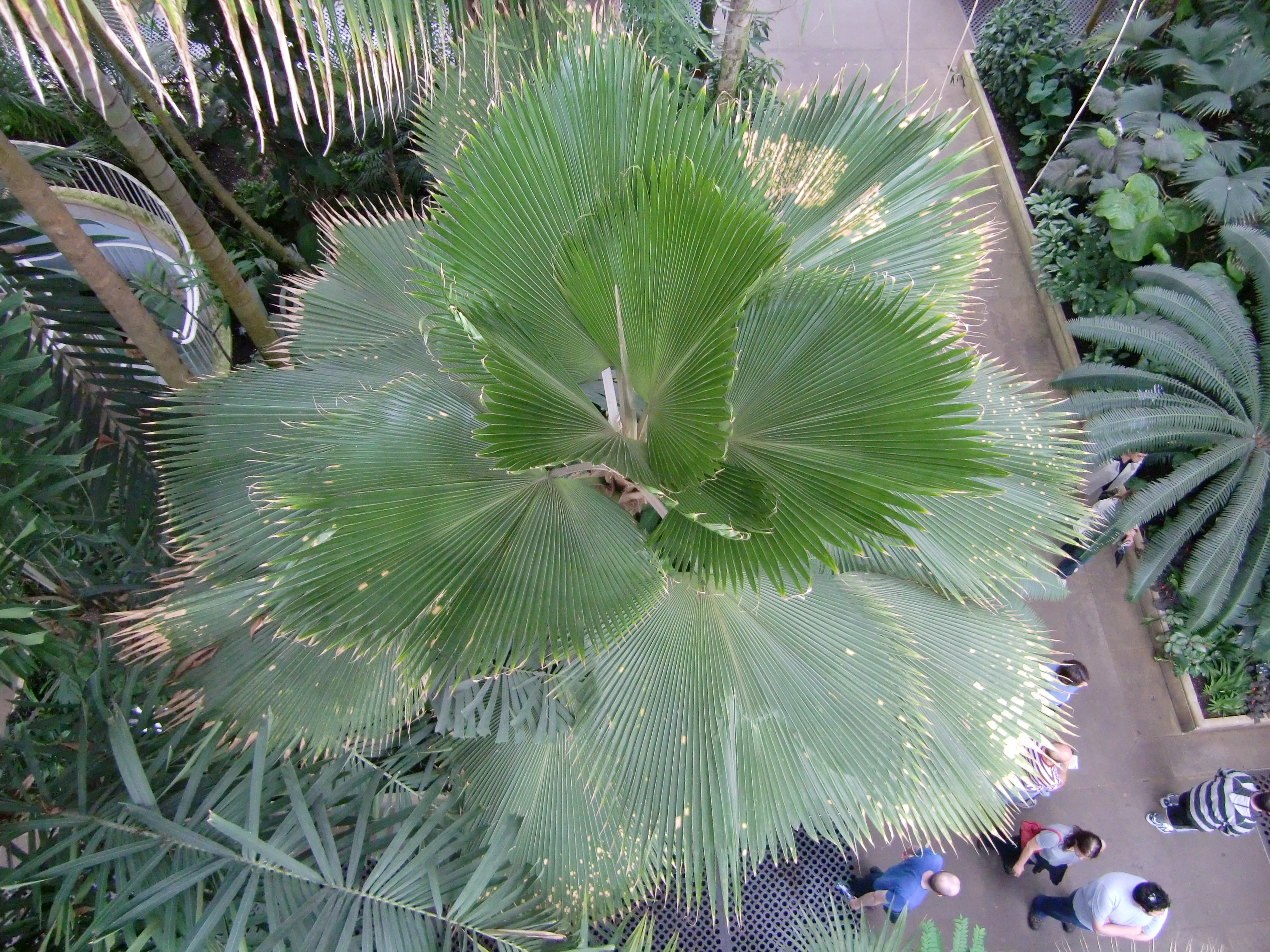
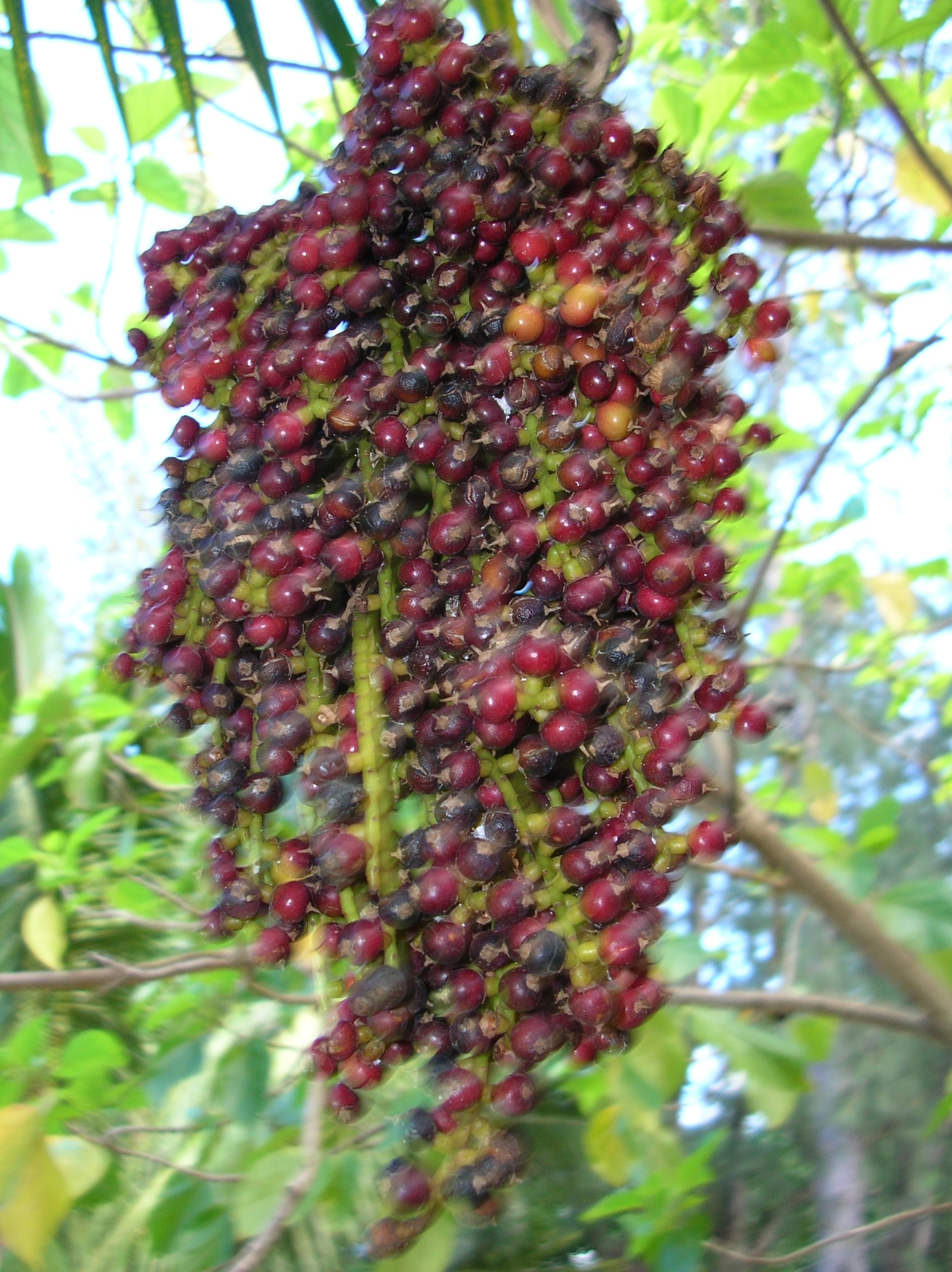
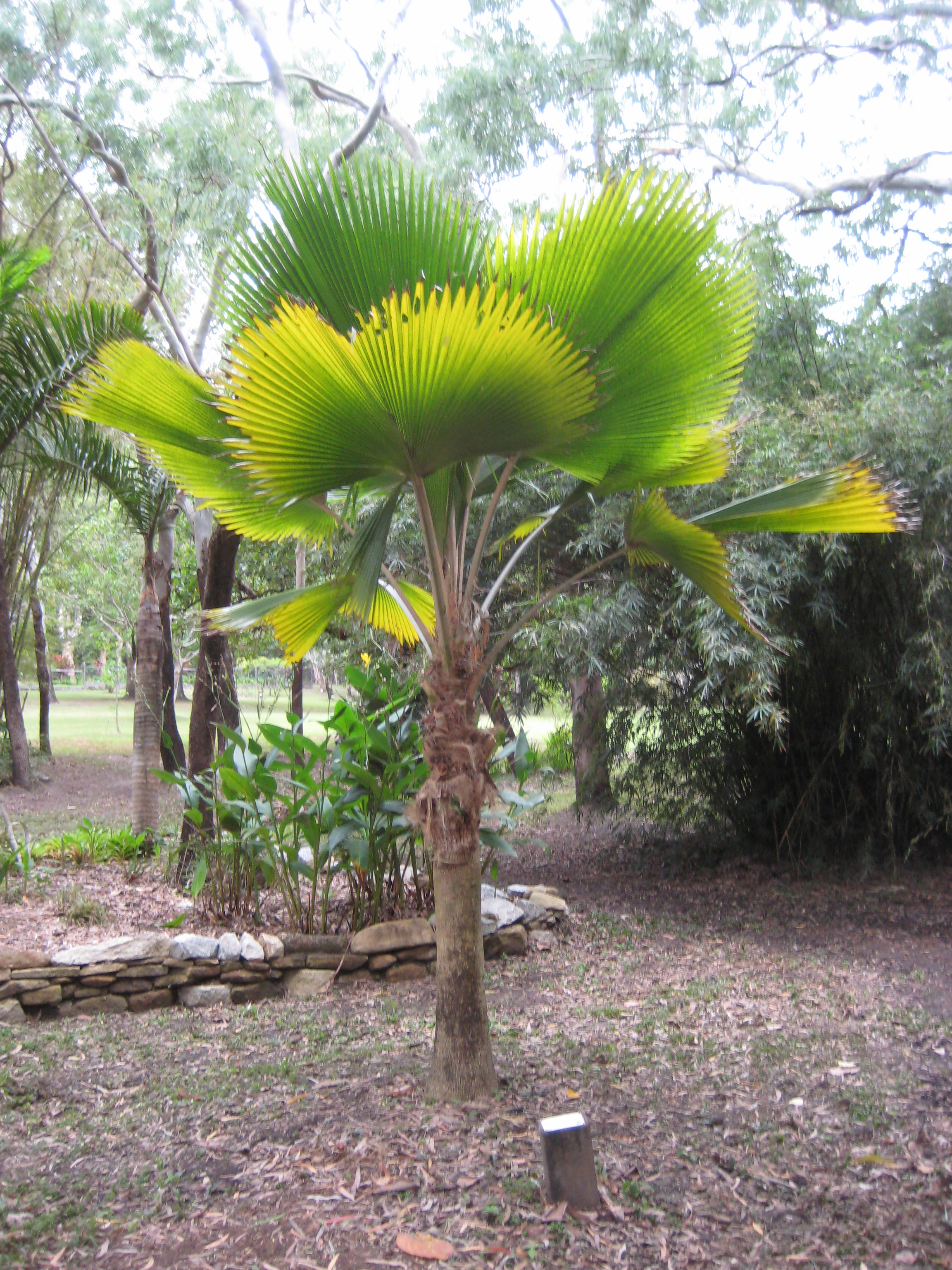
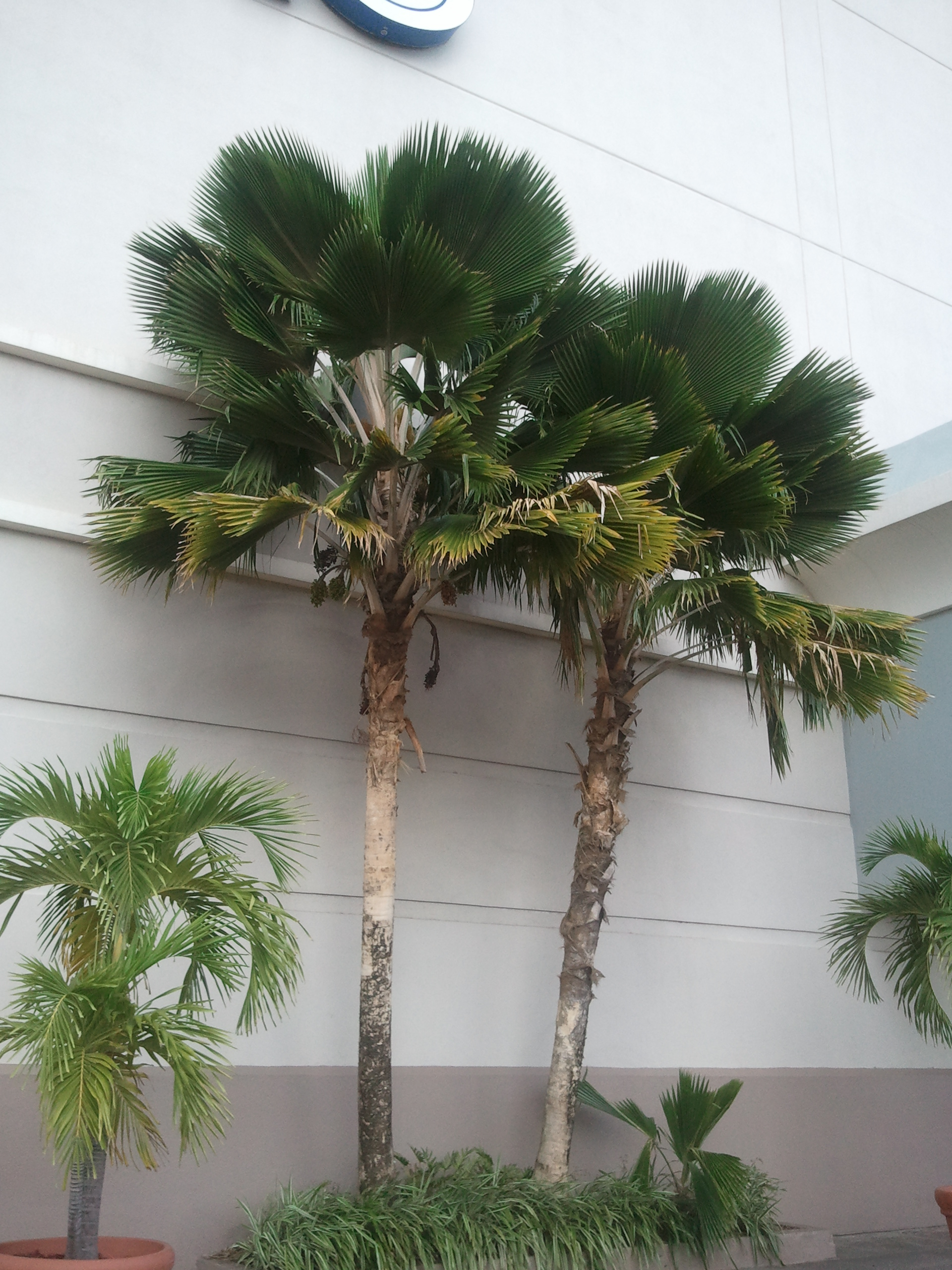
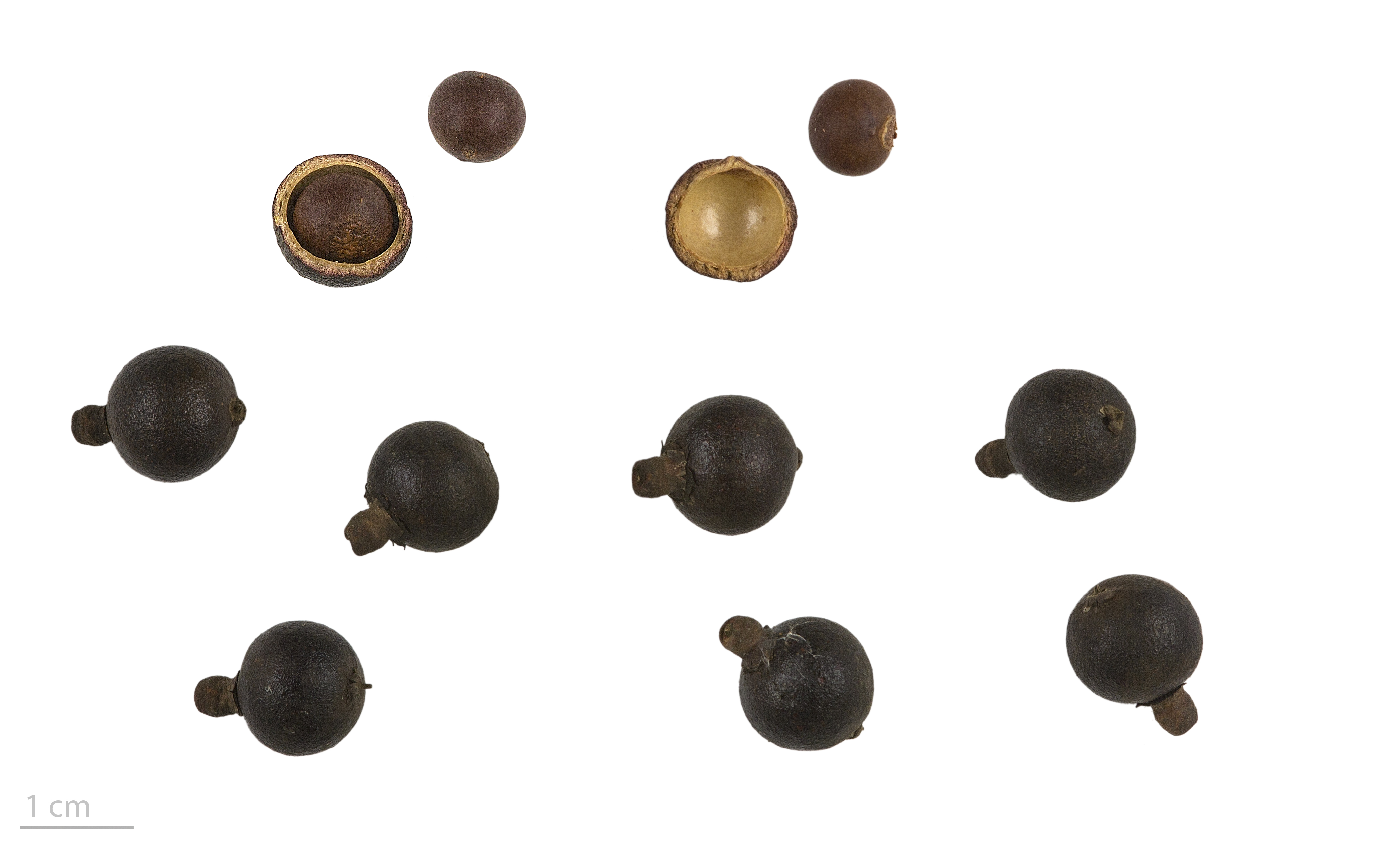
Pritchardia pacifica - Museum specimen